# Samsung Galaxy A2 Core

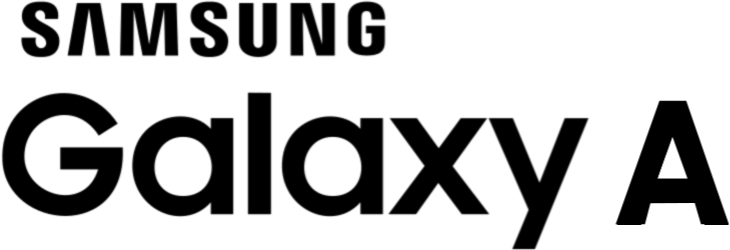
amsung Galaxy A series logo.

El Samsung Galaxy A2 Core es un teléfono inteligente económico fabricado por Samsung Electronics como parte de la línea de la serie Galaxy A. Viene con Android 8 Go Edition y está hecho para el mercado del sur y sureste de Asia, Medio Oriente y África. Está disponible en cuatro colores (Azul, Negro, Rojo y Dorado).

## Especificaciones

### Hardware
El A2 Core cuenta con una pantalla IPS 540 × 960 qHD de 5.0 pulgadas. Está alimentado por Exynos 7870 SoC con una CPU octa-core de 1,6 GHz y 1 GB de RAM. También está disponible con soporte Dual SIM.

### Software
El A2 Core viene con Android 8.0 Oreo en Go Edition para teléfonos inteligentes de gama baja con Samsung Experience 9.0. Es actualizable a Android 8.1.0/Samsung Experience 9.5.